# 14. новембар
14. новембар (14.11.) је 318. дан године по грегоријанском календару (319. у преступној години). До краја године има још 47 дана.

## Догађаји
- 1533 — Шпански освајачи под командом Франсиска Пизара заузели град Куско, престоницу царства Инка, на територији данашњег Перуа.
- 1770 — Шкотски истраживач Џејмс Брус открио извориште Плавог Нила у језеру Тана у северозападној Етиопији.
- 1847 — У Швајцарској избио грађански рат снага Швајцарске конфедерације и седам католичких кантона, окончан крајем истог месеца поразом кантона.
- 1885 — Почео Српско-бугарски рат, објавом од стране краља Србије, Милана Обреновића.
- 1910 — Капетан Еуген Елај авионом узлетео, први пут у историји ваздухопловства, са палубе брода Бирмингем, усидреног у луци Хемптон роудс, у САД.
- 1918 — Томаш Масарик изабран за првог председника Чехословачке.
- 1979 — У земљотресу у провинцији Корасан, на истоку Ирана, погинуло 385 особа.
- 1983 — Прве крстареће ракете САД стигле у британску ваздушну базу Гринхем комон, упркос протестима пацифиста.
- 1984 — У Лос Анђелесу ухапшен хрватски ратни злочинац Андрија Артуковић, министар унутрашњих послова Независне Државе Хрватске у Другом светском рату. У САД побегао 1948, власти САД упорно одбијале да испуне захтев СФРЈ за екстрадицију. Изручен 12. фебруара 1986, у мају исте године осуђен на смрт.
- 1988 — Палестинско национално веће прихватило Резолуцију 242 Уједињених нација и нову политичку стратегију која подразумева признавање државе Израел, мировне преговоре о Блиском истоку и одбацивање тероризма.
- 1989 — Национални покрет црнаца SWAPO убедљиво победио на првим изборима у Намибији.
- 1991 — Камбоџански принц Нородом Сиханук вратио се у земљу после 13 година изгнанства.
- 1994 — У тропској олуји Гордон на Хаитију погинуло 829 особа.
- 1999 — Ступиле на снагу санкције Уједињених нација против Авганистана, донете због одбијања власти да изруче Осаму бин Ладена, који је, према тврдњама САД, главни организатор бомбашких напада на амбасаде САД у Кенији и Танзанији.
- 2000 — На конференцији Пакта за стабилност југоисточне Европе, први пут одржаној у Београду, Југославији обећана помоћ од пола милијарде евра.
- 2001 — Пет наследница СФРЈ постигло договор о почетку припрема за расподелу 74,5 милиона долара у злату, прве рате укупне заоставштине од око две милијарде долара.
- 2003 — Краљ Свазиленда Мсвати формално прихватио нови устав, по ком је сва власт у рукама краља.

## Рођења
- 1765 — Роберт Фултон, амерички инжењер и иноватор. (прем. 1815)
- 1838 — Аугуст Шеноа, хрватски књижевник. (прем. 1881)
- 1840 — Клод Моне, француски сликар. (прем. 1926)
- 1874 — Јохан Шобер, аустријски политичар, први председник Интерпола и канцелар Аустрије у три наврата. (прем. 1932)
- 1889 — Џавахарлал Нехру, индијски државник, политичар и активиста, 1. премијер Индије. (прем. 1964)
- 1891 — Фредерик Бантинг, канадски медицински истраживач, лекар и сликар, добитник Нобелове награде за физиологију или медицину (1923). (прем. 1941)
- 1898 — Бенжамен Фондан, румунско-француски песник, филозоф и критичар уметности. (прем. 1944)
- 1906 — Луиза Брукс, америчка глумица и плесачица. (прем. 1985)
- 1907 — Астрид Линдгрен, шведска књижевница и сценаристкиња, најпознатија по књигама за децу. (прем. 2002)
- 1916 — Роже Апери, грчко-француски математичар. (прем. 1994)
- 1922 — Бутрос Бутрос-Гали, египатски политичар и дипломата, 6. генерални секретар Уједињених нација. (прем. 2016)
- 1948 — Чарлс III, краљ Уједињеног Краљевства
- 1953 — Доминик де Вилпен, француски политичар, дипломата и писац, премијер Француске (2005—2007).
- 1954 — Бернар Ино, француски бициклиста.
- 1955 — Сулејман Халиловић, босанскохерцеговачки фудбалер.
- 1958 — Оливје Маршал, француски глумац, редитељ, сценариста и бивши полицајац.
- 1965 — Стјуарт Стејплс, енглески музичар, најпознатији као фронтмен, певач и гитариста групе Tindersticks.
- 1972 — Едита Горњак, пољска музичарка.
- 1972 — Џош Думел, амерички глумац и модел.
- 1979 — Олга Куриленко, украјинско-француска глумица и модел.
- 1980 — Карлос Кабезас, шпански кошаркаш.
- 1984 — Винченцо Нибали, италијански бициклиста.
- 1984 — Марија Шерифовић, српска певачица.
- 1986 — Данијела Пејџ, америчко-српска кошаркашица.
- 1993 — Самуел Умтити, француски фудбалер.
- 1995 — Андрија Вилимановић, српски одбојкаш.
- 1996 — Борна Ћорић, хрватски тенисер.
- 1998 — Софија Кенин, америчка тенисерка.[1]

## Смрти
- 565 — Јустинијан I, источноримски (византијски) цар, законодавац, градитељ и освајач.
- 1831 — Георг Вилхелм Фридрих Хегел, немачки филозоф
- 1893 — Милан Кујунџић Абердар, српски филозоф, политичар, песник, министар и академик САНУ.
- 1946 — Мануел де Фаља, шпански композитор и пијаниста.

## Празници и дани сећања
- Српска православна црква данас прославља
  - Свети Козма и Дамјан Свети Врачи
- Светски дан дијабетеса